# Tibetaanse gazelle
De Tibetaanse gazelle of goa (Procapra picticaudata) is een soort antilope die voorkomt op het Tibetaans Plateau. De wetenschappelijke naam van de soort werd voor het eerst geldig gepubliceerd door Brian Houghton Hodgson in 1846.

## Voorkomen
Oorspronkelijk was de Tibetaanse gazelle verspreid over het hele Tibetaanse Hoogland: Tibet zelf inclusief Qinghai, het zuiden van Xinjiang, Ladakh, het uiterste noorden van Sikkim en Nepal en het westen van de Chinese provincies Gansu en Sichuan.
De soort leeft voornamelijk op hoogten tussen de 3.000 en 3.700 meter, maar kan incidenteel tot rond de 5.700 m boven zeeniveau worden aangetroffen. De natuurlijke habitat zijn de alpenweides en droge, boomloze hooggebergtesteppes van Tibet. In tegenstelling tot de in hetzelfde gebied levende Siberische steenbok beklimt de Tibetaanse gazelle geen rotsen of steile wanden, maar beperkt het dier zich tot het minder steile, glooiende tot vlakke terrein van de hoogvlakten.

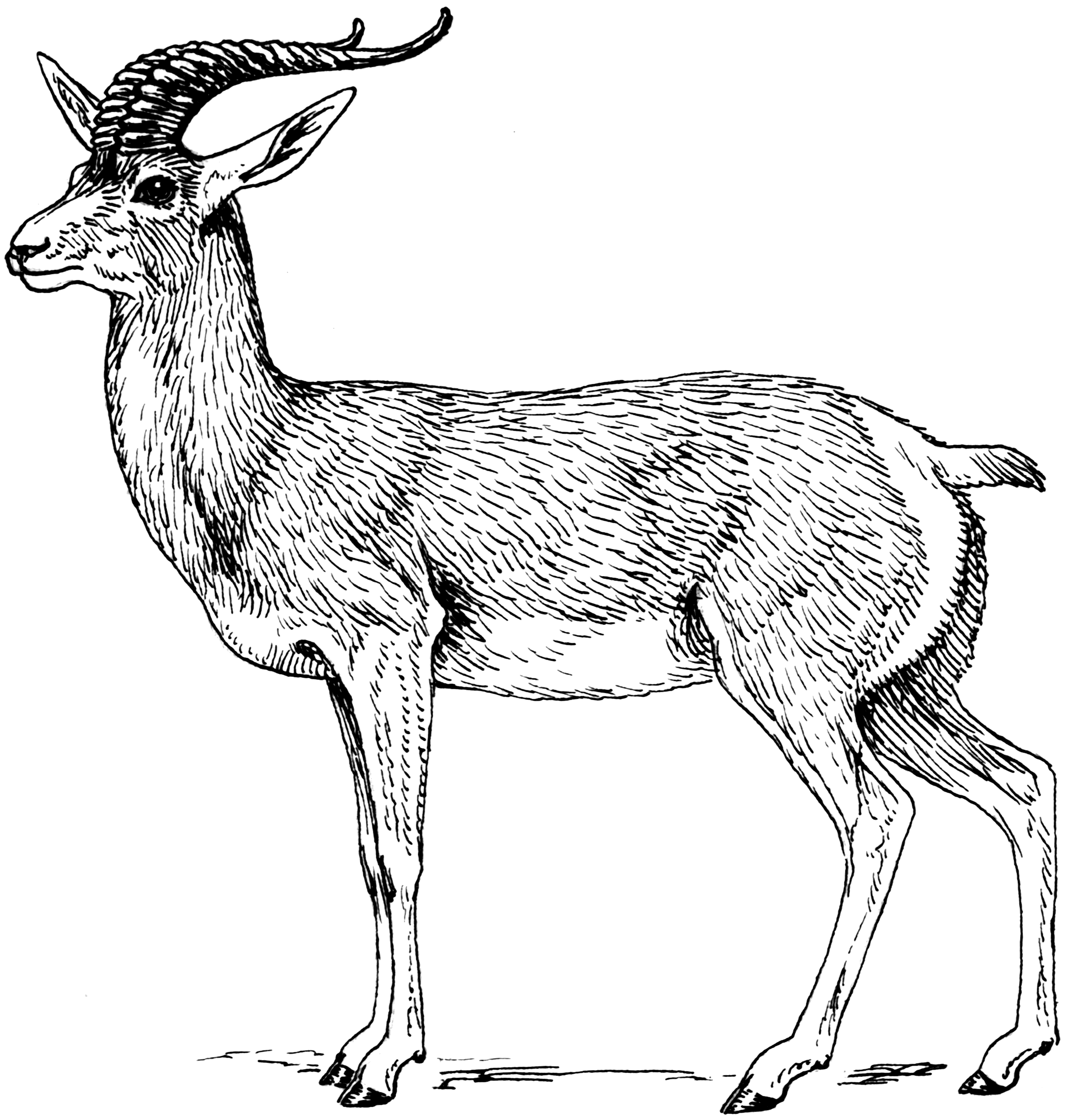
Mannelijke Tibetaanse antilope, pentekening

## Kenmerken
De Tibetaanse gazelle is een relatief kleine antilope, met dunne en hoge poten die hem een lenig uiterlijk geven. Ze maken het dier een snelle sprinter, wat noodzakelijk is om aan vijanden te kunnen ontkomen. Daarnaast is het zicht- en reukvermogen uitstekend.
Volwassen dieren hebben een schouderhoogte van rond de 54-65 cm en een totale hoogte van 91 tot 105 cm. Het gewicht van een volwassen dier ligt rond de 13-16 kg. Daarmee is de Tibetaanse gazelle iets kleiner dan de nauw verwante Mongoolse gazelle (Procapra gutturosa).
De vacht is bruingrijs van kleur, op de buik wit. Ze bestaat alleen uit dekharen: een ondervacht ontbreekt. De staart is kort en heeft een zwart uiteinde, dat duidelijk aftekent tegen een hartvormige witte vlek op de kont. De zomervacht is duidelijk grijzer dan de lichtere en langere wintervacht. Mannetjes en vrouwtjes hebben dezelfde kleuren en patronen.
Alleen de mannetjes dragen hoorns. De hoorns zijn geringd en lopen min of meer parallel recht omhoog, tot ze in de buurt van de toppen met een knik uit elkaar lopen.

## Levenswijze
Tibetaanse gazelles leven solitair of in kleine groepen. De groepen bestaan gewoonlijk uit minder dan tien individuen die meestal naaste verwanten van elkaar zijn. Grotere groepen zijn uitzonderingen. Afhankelijk van de vegetatie varieert de dichtheid tussen de 2,8 en 0,1 dieren per vierkante kilometer.
Bij nadering van een vijand of ander gevaar kunnen de dieren een kort, hard geluid maken om de andere leden van de groep te waarschuwen. De belangrijkste natuurlijke vijand is de wolf.
Het dieet is gevarieerd en bestaat voornamelijk uit bloemplanten en peulvruchten, slechts voor een klein gedeelte aangevuld met grassen en cypergrassen.
Het grootste deel van het jaar leven de seksen gescheiden. De vrouwtjes grazen in hogere gebieden dan de mannetjes. Rond september begeven de vrouwtjes zich naar lagere gebieden, waar ze zich kunnen mengen met mannetjes. Het bronsttijd begint echter pas in december. De mannetjes leven tijdens de bronsttijd solitair en zetten met behulp van geurvlaggen territoria af. In deze periode van het jaar kunnen korte gevechten tussen mannetjes voorkomen, waarbij de horens als wapen dienen.
De zwangerschap duurt ongeveer 6 maanden en bestaat altijd uit een enkel jong. De geboorte, waarvoor de moeder zich van de groep afzondert, volgt rond juli-augustus. Als het jong ongeveer 2 weken oud is sluiten moeder en jong zich weer bij de groep aan. De ouderdom waarop de jongen geslachtsrijp zijn is onbekend maar is wellicht rond de 18 maanden.
In gevangenschap zijn Tibetaanse gazelles maximaal 5 en een half jaar oud geworden.

## Bedreigingen
Voor de jacht is de Tibetaanse gazelle vanwege zijn kleine grootte geen geliefd doelwit. De belangrijkste bedreiging is de begrazing en verdwijnen van habitat door semi-nomadische herders met kuddes schapen, geiten, kiangs of jaks. Dit is vooral een serieus probleem in enkele randgebieden van het verspreidingsgebied, waar de populaties duidelijk zijn afgenomen in de laatste decennia van de 20e en eerste decennia van de 21e eeuw. Als gevolg wordt de soort regionaal met uitsterven bedreigd.